# Киберонская экспедиция
Киберонская экспедиция (фр. Expédition de Quiberon) — во время Великой французской революции и периода Вандейского мятежа экспедиция 1795 года, снаряжённая английским правительством и французскими эмигрантами для оказания поддержки роялистам Вандеи и Бретани. Прибывшие на полуостров Киберон (южное побережье Бретани, Атлантический океан) войска экспедиционного отряда под главным руководством графа д’Артуа (впоследствии король Карл X) состояли из эмигрантов и одной английской морской бригады. Высадка на полуостров началась 23 июня 1795 года и была окончательно отбита революционными войсками 21 июля 1795 года.

## Предыстория
Экспедиция была разделена на 3 отряда, под общим начальством малоспособного графа Пюизе. Перевозка войск морем из Англии совершалась при помощи британского флота. Экспедицию пополнили крестьяне и шуаны, которым на берегу раздавали оружие, одежду и продовольственные запасы, а также пленные республиканские солдаты.
16 (27) июня высадился на Киберон первый отряд, предводимый графом д’Эрвильи; 4 июля он занял форт Пантьевр (фр. Fort de Penthièvre), защищавший дорогу на полуостров, но вместо того чтобы воспользоваться этим успехом и значительными подкреплениями со стороны шуанов, д’Эрвильи занялся укреплением полуострова, который немедленно был блокирован республиканскими войсками Гоша.
Предпринятая 16 июля попытка выбить республиканцев с их позиций окончилась неудачей; сам д’Эрвильи при этом был убит. Между тем высадился второй отряд роялистов, под начальством графа Сомбрёля; но он уже не мог поправить дела.

## Битва на Кибероне
Первоначально эмигранты добились некоторых успехов, однако вскоре республиканским войска удалось в ходе нескольких столкновений вытеснить войска эмигрантов на полуостров Киберон. Дальнейшему их продвижению мешал укреплённый форт Пантьевр,  подходы к которому тому же простреливались артиллерией британского флота. Таким образом, армия Гоша при атаке оказалась бы под обстрелом со всех сторон. 
Генерал Гош нашел выход из этой сложной ситуации, приняв решение атаковать форт в штормовую ночь с 19 на 20, когда высокие волны и низкий обзор мешали британским кораблям стрелять прицельно. В ночь на 19 июля Гош предпринял общую атаку, во время которой форт Пантьевр был взят, несмотря на артиллерийский огонь со стен, был взят сходу фронтальной атакой и бой окончился полным поражением роялистов. Несколько сотен эмигрантов, шуанов и гражданских лиц погибло в бою или утонуло, более шести тысяч попали в плен. Сомбрёль, употреблявший все усилия для прикрытия посадки беглецов на суда, заключил с республиканцами соглашение, которое, однако, не было признано национальным конвентом: Сомбрёль и захваченные с ним епископ дольский, 50 священников и 711 солдат-роялистов были расстреляны. Революционное законодательство, всё ещё слишком жестокое в то время, предполагало казнь всех пленных, как французов и противников республики, однако генерал Гош заступился за них. В результате большинство крестьян-шуанов отделались штрафами или тюрьмой, а их жены и дети, сопровождавшие их, были отпущены сразу. Спаслось около 2 тысячи эмигрантов и шуанов. Третий отряд роялистов уже не попал на Киберон.

## Руководители экспедиции
Англичане
- Джордж Уоренн (1753—1822) — баронет, английский адмирал.
- Александр Худ (1726—1814) — адмирал Королевского флота.

Эмигранты-роялисты
- Жозеф де Пюизе (1754—1827)
- Луи Шарль Д’Эрвильи (1756—1795)
- Шарль де Сомбрёль (1770—1795)

Шуаны
- Жорж Кадудаль (1771—1804) — один из вождей шуанов.
- Венсан де Тентеньяк (фр. Vincent de Tinténiac; ок.1764—1795) — шуанский генерал.

## Отражение в культуре
- Книга Руже де Лиля, автора «Марсельезы» (1792) и участника Киберонского сражения на стороне республиканцев — «Historique et souvenirs de Quiberon» (История и воспоминания о Кибероне; Париж; изд. Levavasseur, 1834, 130 стр.).
- Книга Рафаэля Сабатини «Маркиз де Карабас» (1940)
- Новелла Сесила Форестера «Раки и лягушатники» в серии «Мичман Хорнблауэр» (1950). Экранизация «Лейтенант Хорнблауэр: Раки и лягушатники» (1999).